# Puerto Leoni
Puerto Leoni é um município argentino da província de Misiones, situado dentro do departamento Libertador General San Martín. 
Se situa em uma latitude de 26° 58' sul e em uma longitude de 55° 10' oeste.
O município conta com uma população de 2.329, segundo o censo do ano 2001 (INDEC).